# Hosejn Turanijan
Hosejn Turanijan (pers. حسین تورانیان) – irański zapaśnik w stylu klasycznym. Zdobył złoty medal w igrzyskach azjatyckich w 1974 i mistrzostwach Azji w 1983 roku.